# Alma Park
Alma Park est un village de Nouvelle-Galles du Sud dans le comté de Grand Hume, à 17 km au nord de Pleasant Hills.

## Histoire
Zone de peuplement dispersé, Alma Park est constitué de fermes et de propriétés privées. La seule indication évidente de l'emplacement d'Alma Park est une ancienne église luthérienne qui existe toujours sur la route Alma Park-Pleasant Hills.
Le village a été constitué dans les années 1880 par des colons wendes allemands. Il portait alors le nom de Wallendool.
Un bureau de poste y ouvre le 1er juillet 1875. Il a été fermé en 1910.